# Heimatmuseum (Grimmen)

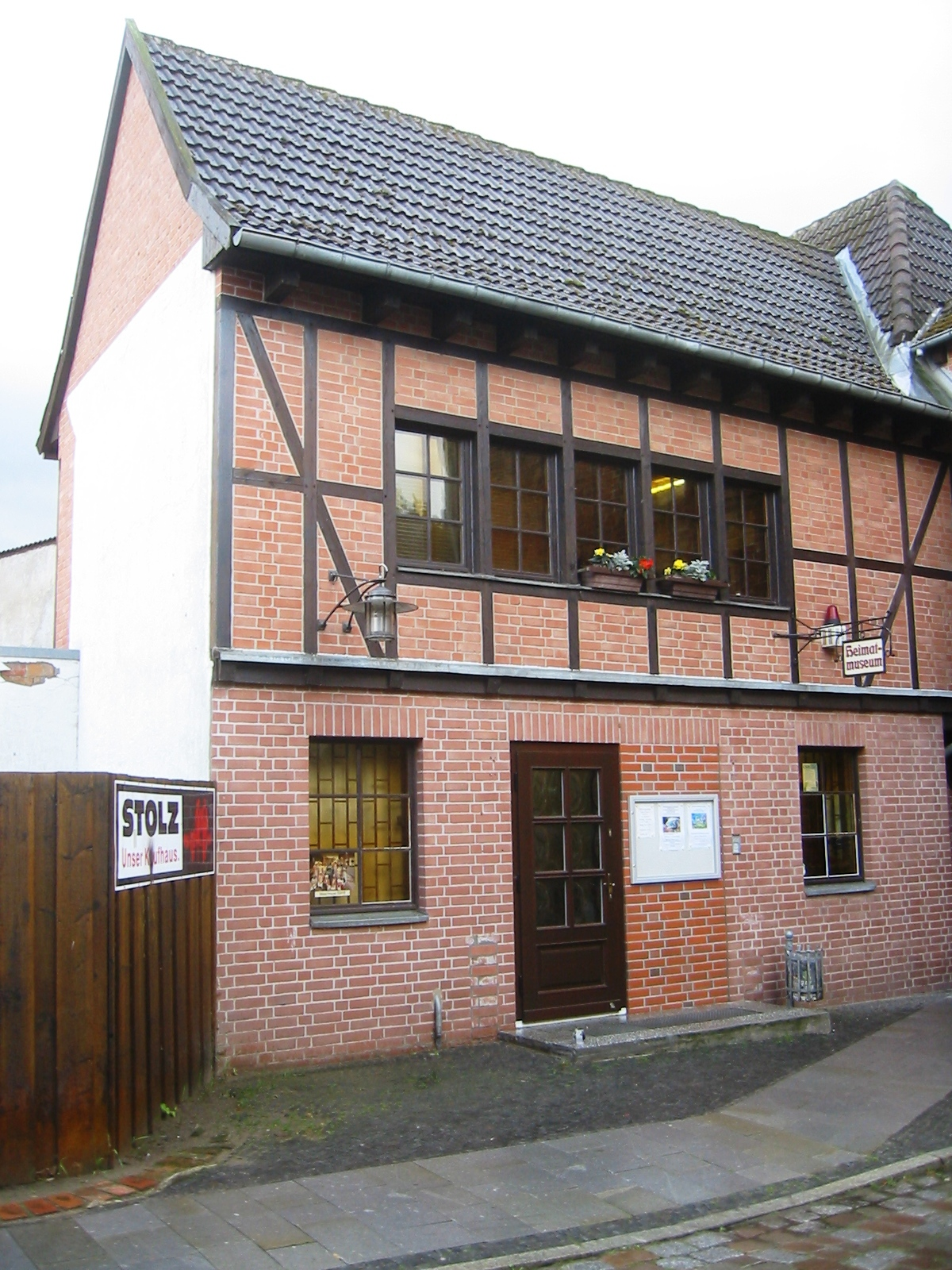
Neubau des Heimatmuseums

Das Heimatmuseum Grimmen ist ein volkskundliches Museum der Stadt Grimmen im Landkreis Vorpommern-Rügen in Mecklenburg-Vorpommern. Es zeigt unter anderem den Emausaurus, den bislang einzigen Vogelbeckensaurier, dessen Überreste in Mecklenburg-Vorpommern gefunden wurden.

## Geschichte

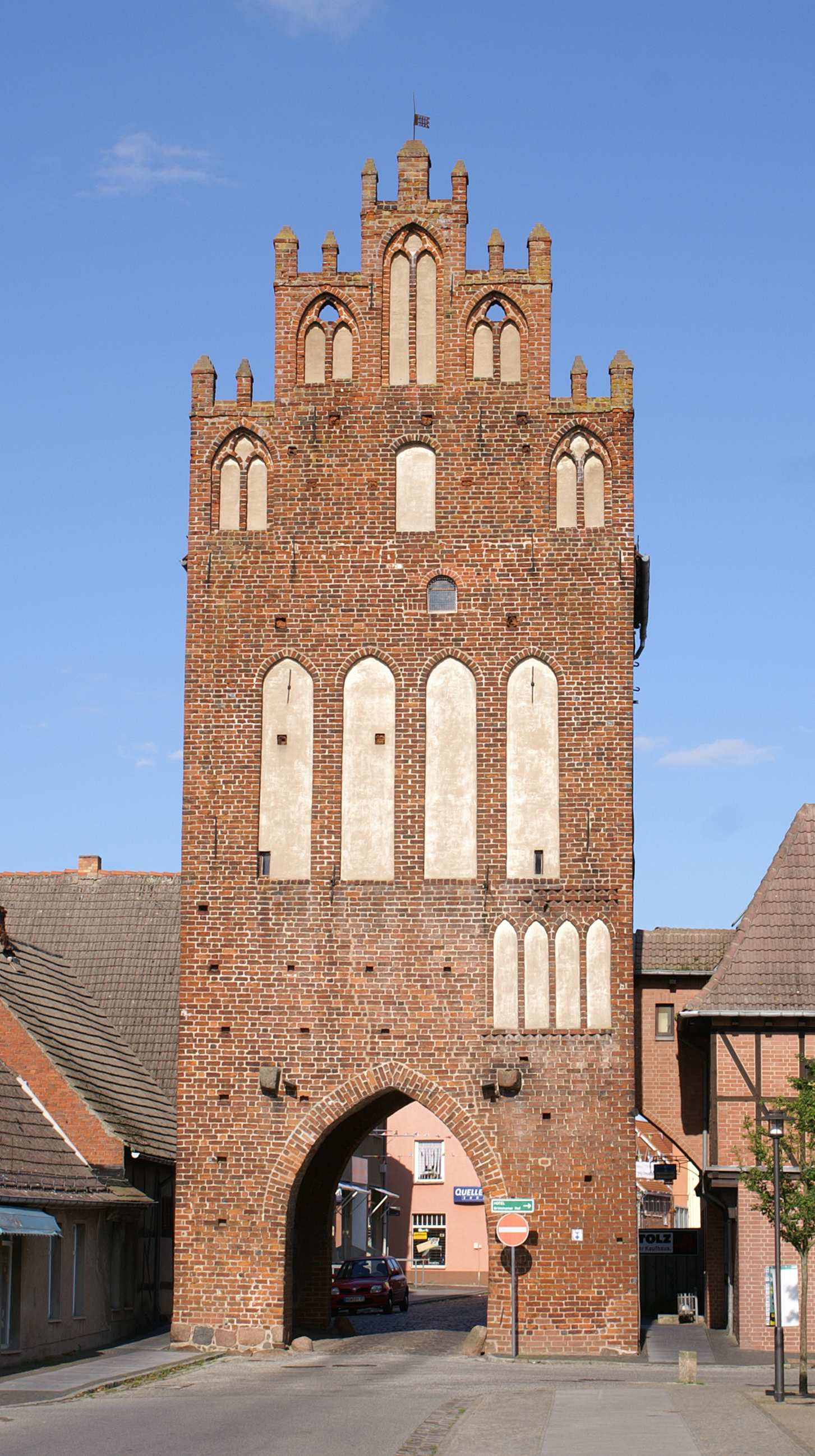
Mühlentor

Ein erstes Heimatmuseum mit einer umfangreichen Sammlung eröffnete im September 1929 auf Initiative des Bürgermeisters Otto Waterstradt im Grimmer Rathaus in einem eigens dafür hergerichteten Boden des Gebäudes. Nach dem Zweiten Weltkrieg verfielen die Exponate jedoch zusehends. Der Heimatforscher Gerhard Strübing betrieb die Errichtung eines neuen Museums, das am 15. Juni 1987 anlässlich der 700-Jahr-Feier Grimmens im Mühlentor und einem daran angrenzenden Fachwerkhaus eröffnet wurde. Allerdings konnten bislang nur rund 30 Prozent des Bestandes wieder aufgefunden werden.

## Dauerausstellung
Im ersten Stock des Neubaus befindet sich ein kurz gehaltener Abriss der Erdgeschichte. Daran anschließend wird die Frühgeschichte der Region vorgestellt. Dies umfasst beispielsweise die Hockergräber von Nehringen, die Großdolmen im Forst Poggendorf wie auch den Fund eines Auerochsenschädels aus dem 13. Jahrhundert vor Christus, der 1989 bei Baggerarbeiten am nördlichen Teil des Ibitzgrabens gefunden wurde. Gezeigt wird weiterhin die Entwicklung Grimmens von ihrer Besiedlung um 1250 bis in das 20. Jahrhundert. Darunter befinden sich Exponate wie der Stadtkasten. Diese Truhe aus dem Jahr 1685 wurde von der schwedischen Regierung eingeführt, nachdem der Bürgermeister Grimmens regelmäßig Steuern unterschlagen hatte: Mit Hilfe von zwei unterschiedlichen Schlössern sollte so der Zugang zu den Einnahmen der Stadt künftig durch den Kämmerer und ein Mitglied eines achtköpfigen Kollegiums kontrolliert werden. Zu sehen ist auch ein Faksimilie der Bursprake Grimmens, die vermutlich in der zweiten Hälfte des 14. Jahrhunderts entstand. Sie bestand aus 46 Verhaltensgeboten mit einer entsprechenden Strafe. 1640 wurde sie beispielsweise um den Passus ergänzt, dass „…jeder vor seiner Tür reinemachen und den Mist nicht liegenlassen…“ soll. Sie wurde letztmals 1814 in der Marienkirche vorgelesen und galt bis 1858.
Im Mühlentor wird auf die Landwirtschaft und die Handwerke eingegangen, die über viele Jahrhunderte die Stadt geprägt haben. Gezeigt werden Arbeitsmittel und Geräte zum Anbau von Feldfrüchten, aber auch zur Herstellung von Backsteinen. Daneben wird aber auch auf die Erdölfunde eingegangen, die der Stadt in den 1960er Jahren zu einer Blütezeit verhalf.
Zwischen den Exponaten hängen einige Gemälde und Grafiken mit Landschaftsmotiven der Stadt und Region.